# Nordfriedhof (Munique)

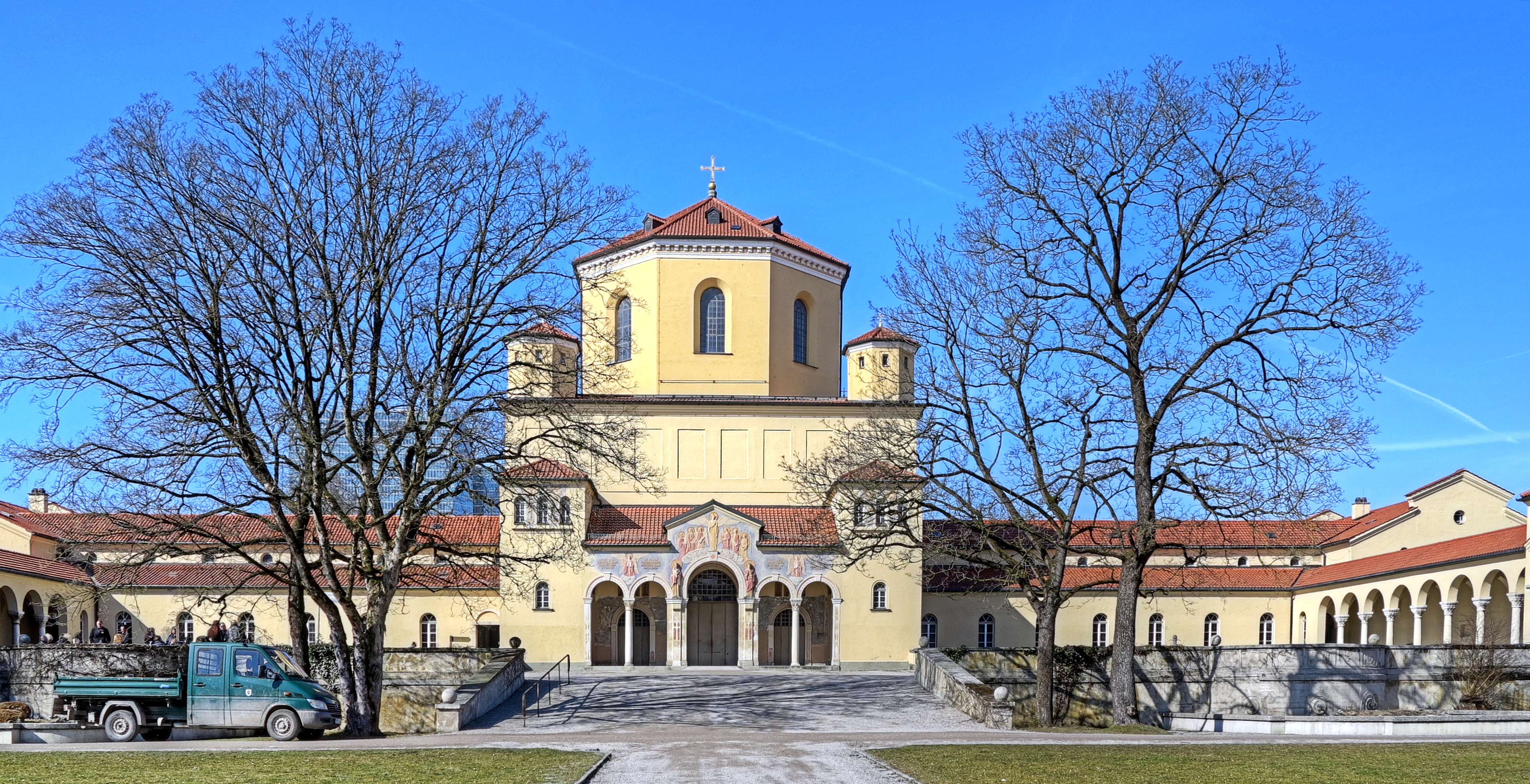
Aussegnungshalle (centro), necrotério (esquerda)

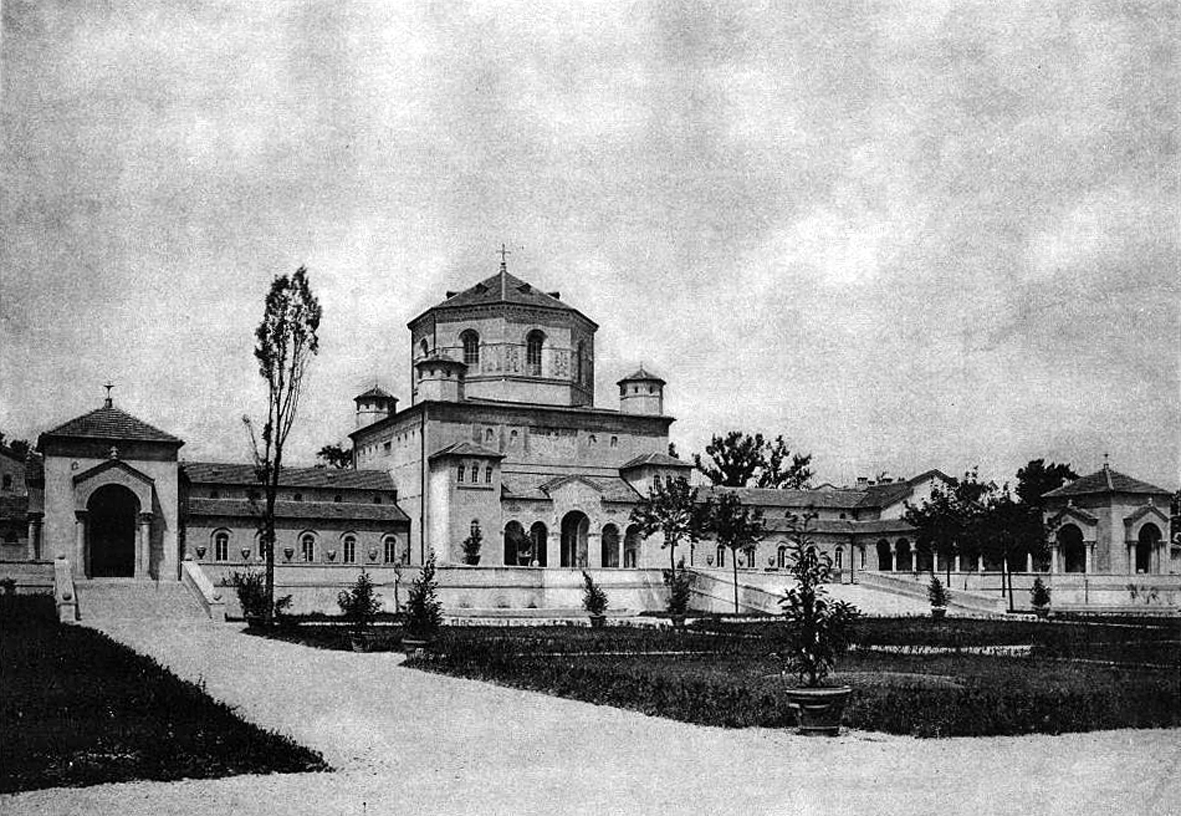
Vista geral do cemitério em 1901

O Nordfriedhof é com 34.000 sepulturas um dos maiores cemitérios da cidade de Munique. Localiza-se na Ungererstraße no distrito de Schwabing-Freimann. Foi inaugurado em 1884 pela então comunidade de Schwabing.

## Reconstrução das esfinges

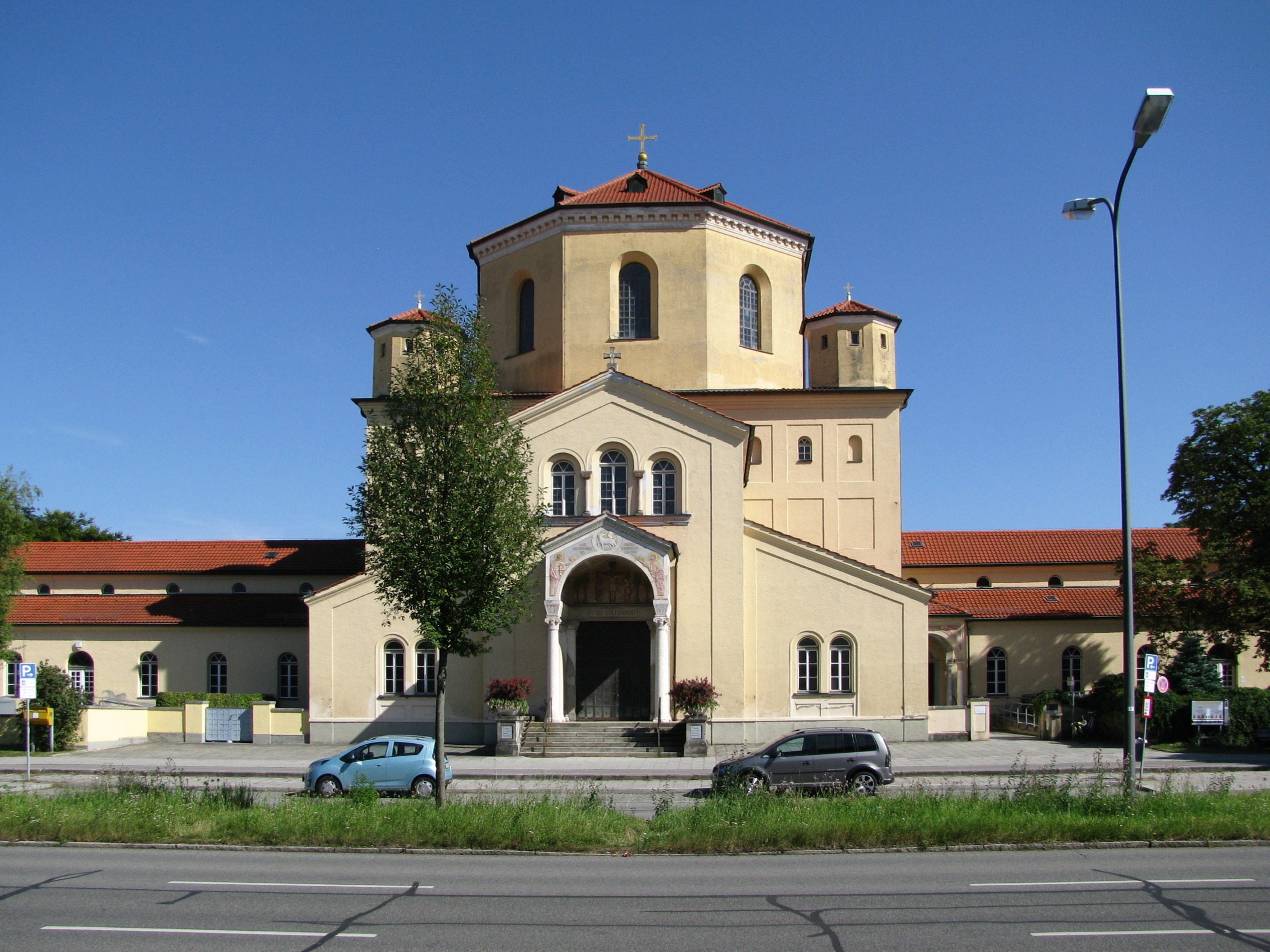
Eingang der Aussegnungshalle, seit 1945 ohne Sphingen

Na frente da entrada do necrotério encontravam-se até 1945 duas esfinges, que Thomas Mann descreveu no início de seu romance Morte em Veneza. Em novembro de 2018 foi decidido por sua reconstrução.

## Sepultamentos notáveis

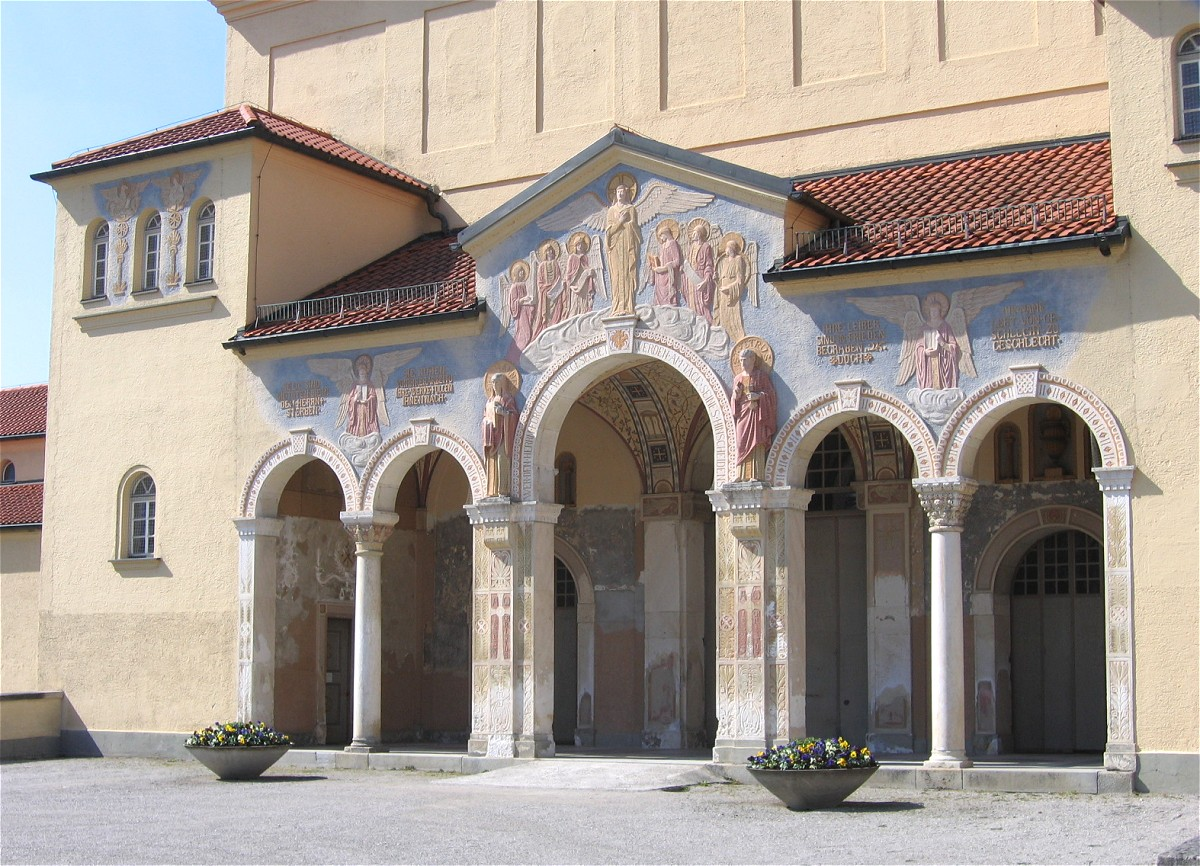

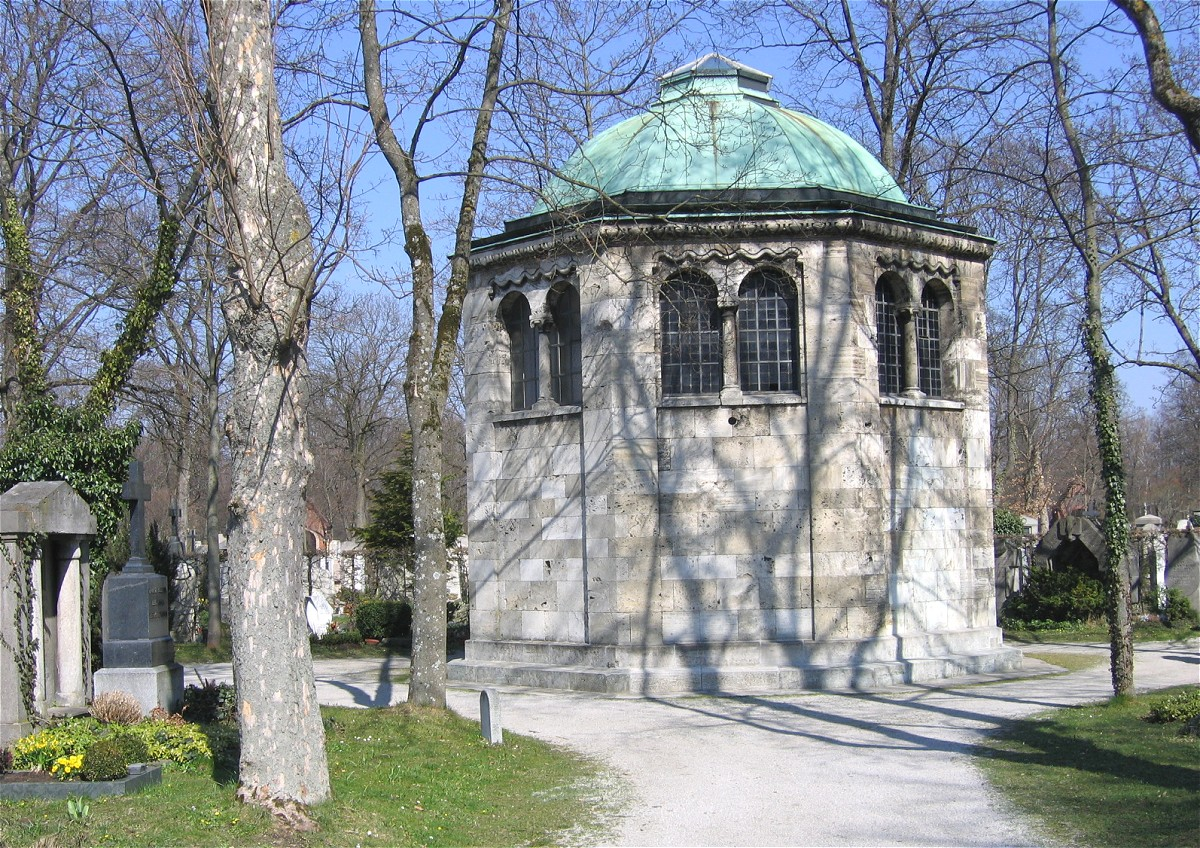

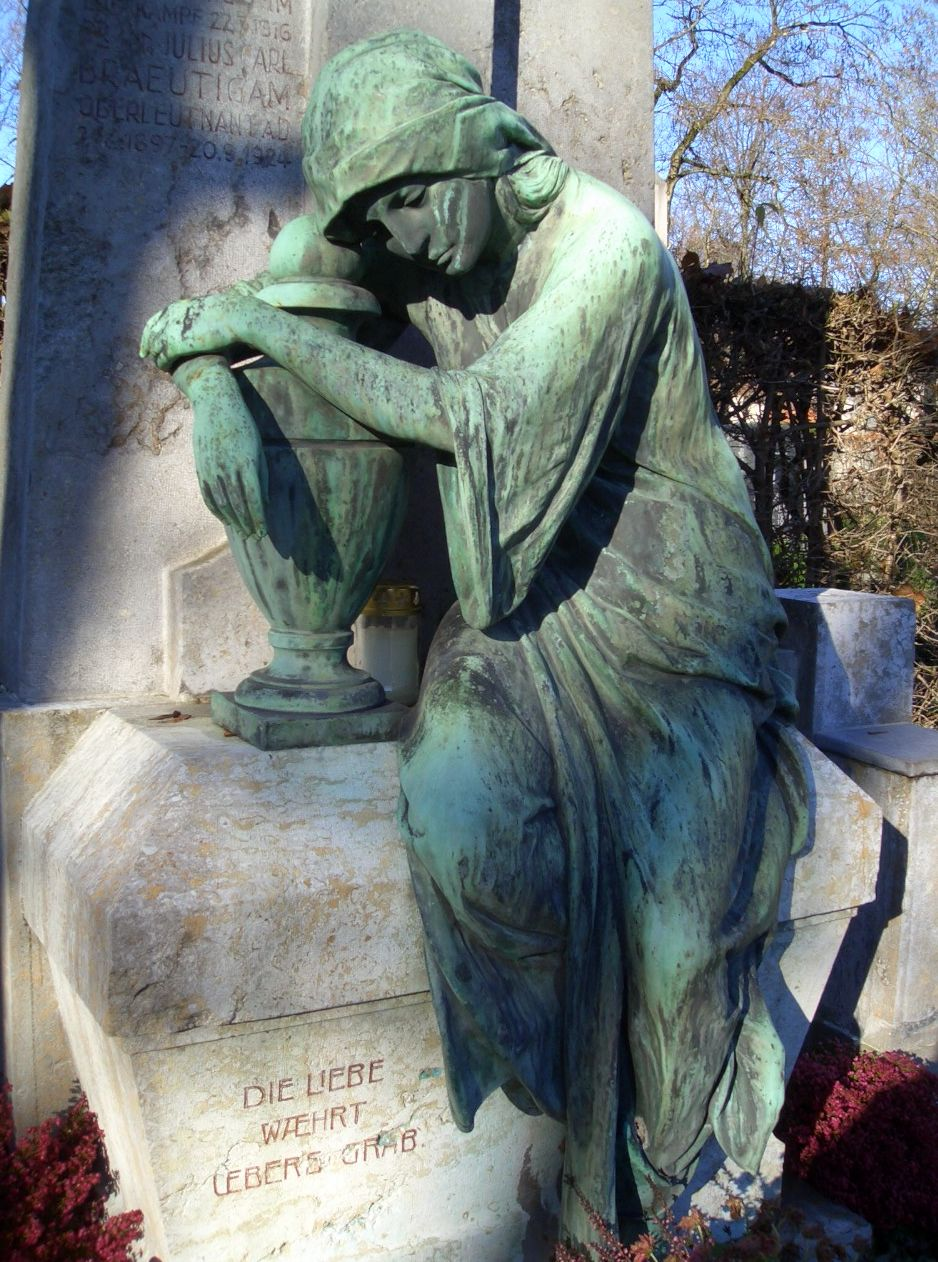
Trauernde für Grabmal Julius Braeutigam, † 1905, Galvanoplastik vom Bildhauer Fidel Binz, WMF, Geislingen

- Peter Paul Althaus (1892–1965), poeta de Schwabing
- Herb Andress (1935–2004), ator
- Annette von Aretin (1920–2006), erste Fernsehansagerin des Bayerischen Rundfunks
- August Arnold (1898–1983), Filmproduzent und -regisseur
- Karl Arnold (1883–1953), Karikaturist im Simplicissimus
- Philip Arp (1929–1987), ator, Kabarettist, Autor und Theater-Regisseur
- Gert Bastian (1923–1992), Brigadegeneral, Symbolfigur der Friedensbewegung
- Fritz Benscher (1904–1970), ator und Quizmaster
- Otto Bezold (1899–1984), político
- Franziska Bilek (1906–1991), Karikaturistin, Zeichnerin
- Inge Brandenburg (1929–1999), cantora de jazz
- Louis Braun (1836–1916), Professor und Historienmaler
- Beppo Brem (1906–1990), ator
- Georg Britting (1891–1964), escritor
- Christine Buchegger (1942–2014), atriz
- Franz von Defregger (1835–1921), Kunstmaler
- Marya Delvard (1874–1965), Diseuse, Chansonnière und atriz, Mitglied der Elf Scharfrichter
- Eduard Dietl (1890–1944), Generaloberst im Segunda Guerra Mundial und Kommandeur von Gebirgsjägertruppen
- Hans Dölle (1893–1980), jurista
- Sammy Drechsel (1925–1986), Sportreporter und Kabarettist und Gattin Irene Koss, atriz und erste Fernsehansagerin Deutschlands.
- Constanze Engelbrecht (1950–2000), atriz
- Oskar Eversbusch, professor de oftalmologia
- Theodore Feucht (1867–1944), pintor
- Anton Fingerle (1912–1976), erster Münchner Stadtschulrat nach 1945
- Josef Flossmann (1862–1914), escultor
- Leonhard Frank (1882–1961), escritor
- Hermann Frieb (1909–1943), Widerstandskämpfer gegen das Naziregime
- Marie Amelie Freiin von Godin (1882–1956), escritora, Frauenrechtlerin und Albanologin
- Günter Freiherr von Gravenreuth (1948–2010), juiz
- Erika Hanfstaengl (1912–2003), Kunsthistorikerin
- Klaus Havenstein (1922–1998), Kabarettist und ator
- Johannes Heesters (1903–2011), ator und Sänger (Grab an der Kreuzung Weg 53 und 55)
- Trude Hesterberg (Schönherr) (1892–1967), Kabarettistin
- Heinrich Hoffmann (1885–1957), Hitlers Leibphotograph mit Tochter Henriette von Schirach
- Kurt Horwitz (1897–1974), ator und Regisseur an den Münchner Kammerspielen, Intendant am Bayerischen Staatsschauspiel
- Peter Igelhoff (1904–1978), Schlager- und Jazzkomponist und Musiker
- Gisela Jonas-Dialer, Künstlername Schwabinger Gisela, Chansonsängerin
- Joachim Kaiser (1928–2017), Musik-, Literatur- und Theaterkritiker
- Günther Kaufmann (1947–2012), ator
- Wulf Kessler (1955–2010), ator de cinema
- Eduard von Keyserling (1855–1918), escritor (Grab 25-4-1)
- Kathi Kobus (1854–1929), Wirtin des Alten Simpl
- Wolfgang Koeppen (1906–1996), escritor
- Oskar Körner (1875–1923), Putschist und Zweiter Vorsitzender der NSDAP
- Werner Kubsch, Unternehmer und Gründer von Studiosus Reisen
- Otto Kurth (1912–1996), ator und Regisseur
- Inge Latz (1929–1994), Komponistin und Musikheilerin
- Hermann Lenz (1913–1998), escritor
- Georg Lohmeier (1926–2015), escritor, Dramatiker, Regisseur und ator
- Ernst Mach (1838–1916), Physiker und Philosoph
- Ferdinand Marian (1902–1946), ator (Grabstätte inzwischen aufgelöst)
- Georg Marischka (1922–1999), ator und Regisseur
- Wilhelm Olschewski sen. (1871–1943), Mitglied der Hartwimmer-Olschewski-Widerstandsgruppe zur Zeit des Nationalsozialismus, in dem Familiengrab sind auch Wilhelm „Willi“ Olschewski jun. (1902–1944) und Otto Binder (1904–1944) beigesetzt, die ebenfalls der Gruppe angehörten.
- Anton Neuhäusler (1919–1997), poeta
- Peter Pasetti (1916–1996), ator
- Ludwig Petuel sen. und jun., Industrielle und Sozialförderer
- Toni Pfülf (1877–1933), política do SPD
- Bally Prell (1922–1982), Vortragskünstlerin
- Sebastian Osterrieder (1864–1932), escultor, Krippenwastl
- Theodor von der Pfordten (1873–1923), Putschist (im Familiengrab)
- Hans Pössenbacher (1895–1979), ator
- Mady Rahl (1915–2009), atriz alemã (Grabnummer 178-U-66)
- Anton Riemerschmid (1802–1878), Gründer der ersten deutschen Handelsschule für Mädchen
- Wolfgang Rödelberger (1934–2010), Musikproduzent, Komponist, Musiker und Arrangeur
- Barbara Rudnik (1958–2009), atriz alemã
- Wilhelm von Rümann (1850–1906), escultor, ehemals in der Alten Vereins-Urnenhalle, Urne gesichert
- Manfred Schreiber (1926–2015), Münchner Polizeipräsident von 1963 bis 1983
- Arnulf Schröder (1903–1960), ator
- Carl-Heinz Schroth (1902–1989), ator
- Georg Schuster-Woldan (1864–1933), pintor und Grafiker
- Ralph Maria Siegel (1911–1972), Musiker
- Arnold Sommerfeld (1868–1951), Mathematiker und theoretischer Physiker
- Oswald Spengler (1880–1936), filósofo político
- Heinz-Günter Stamm (1907–1978), ator, Hörspiel- und Theaterregisseur
- Lotte Stein (1894–1982), atriz alemã
- Fedor Stepun (1884–1965), Philosoph und Soziologe
- Karlheinz Summerer (1934–2013), deutscher Olympiapfarrer
- Siegbert Tarrasch (1862–1934), Schachspieler, Theoretiker und Buchautor
- Walter Thor (1870–1929), Kunstmaler
- Tom Toelle (1931–2006), Regisseur
- Paul Ludwig Troost (1878–1934), deutscher Architekt
- Frederic Vester (1925–2003), Biochemiker, Umweltexperte und Autor
- Werner Vordtriede (1915–1985), Literaturwissenschaftler, Übersetzer und escritor (Grabstätte inzwischen aufgelöst)
- Kurt Weinzierl (1931–2008), ator, Kabarettist und Regisseur
- Albert Weisgerber (1878–1915), pintor
- Arnold Weiss-Rüthel (1900–1949), escritor, Satiriker, Dramaturg
- Annemarie Wendl (1914–2006), atriz
- Otto Wernicke (1893–1965), ator (Grabstätte inzwischen aufgelöst)
- Josef Wittmann (1880–1968), pintor de igreja
- Karoline Wittmann (1913–1978), pintora
- Paul Wittmann (1911–1993), escultor
- Eduard Zimmermann (1929–2009), jornalista und Fernsehmoderator
- Ein Massengrab für 2099 Opfer des Bombenkriegs wurde zum Ehrenhain für Luftkriegsopfer umgestaltet. Das Mahnmal stammt von Hans Wimmer.